# Stereophyllum cataractarum
Stereophyllum cataractarum là một loài rêu trong họ Stereophyllaceae. Loài này được Herzog mô tả khoa học đầu tiên năm 1927.